# Leslie Notši
Leslie Notši (ur. 5 września 1964) – lesotyjski piłkarz, grający na pozycji pomocnika, trener piłkarski.

## Kariera piłkarska

### Kariera klubowa
Występował w miejscowych klubach na pozycji pomocnika.

## Kariera trenerska
Od września do grudnia 2009 roku pełnił obowiązki głównego trenera narodowej reprezentacji Lesotho. Od kwietnia 2011 roku do grudnia 2013 roku ponownie trenował reprezentację Lesotho. Trenował również kluby, m.in. Matlama FC oraz południowoafrykańskie United FC (Kimberley) i Garankuwa United F.C.